# Hrabstwo Liberty (Montana)
Hrabstwo Liberty (ang. Liberty County) – hrabstwo w stanie Montana w Stanach Zjednoczonych. Obszar całkowity hrabstwa obejmuje powierzchnię całkowitą 1447,19 mil² (3748,2 km²). Według szacunków United States Census Bureau w roku 2009 miało 1748 mieszkańców. Jego siedzibą jest Chester.

## Miasta
- Chester
- Joplin (CDP)